# Cossacos de Zaporíjia
Os Cossacos de Zaporíjia (ucraniano: Запорізькі козаки, romanizado: Zaporiz'ki kozaky) ou Zaporojzi (ucraniano: запорожці, romanizado: zaporozhtsi), são cossacos que se estabeleceram ao longo do médio e baixo Rio Dnieper.

Territórios controlados pelos cossacos no séc. XVIII (os cossacos do Hetmanato estão marcados em azul e os cossacos de Zaporíjia estão marcados em amarelo)

Líderes conhecidos como Demétrio Vishnevetski, Pedro Konasheviche-Sahaidachni, Bogdano Khmelnitski e Ivan Sirko são considerados heróis nacionais da Ucrânia.

## Histórico

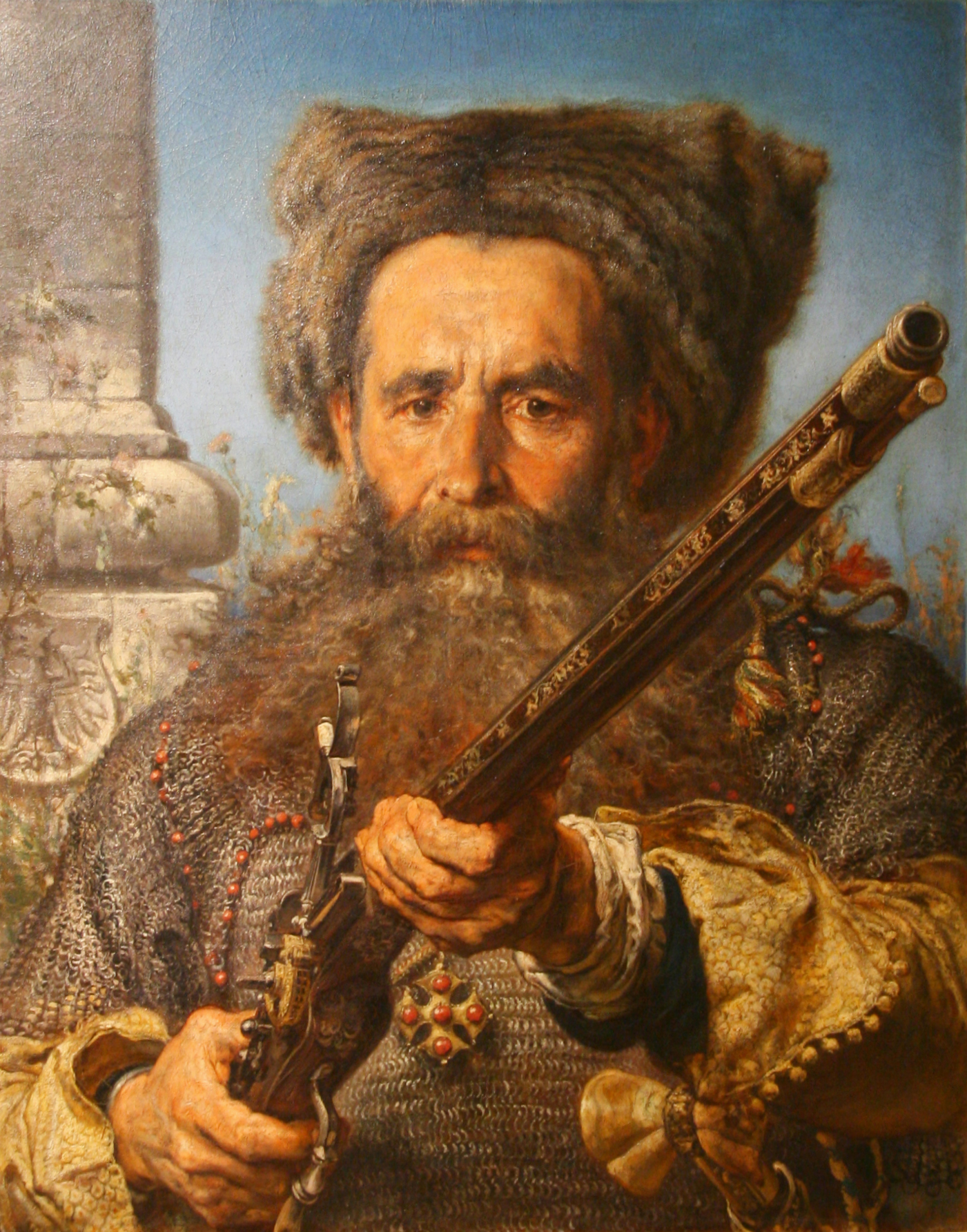
Retrato de Ostafi Dashkeviche.

A primeira menção escrita dos cossacos remonta a 1492, quando atacaram um navio turco na foz do Dnieper para libertar os cativos que os turcos haviam levado como escravos.
O número crescente da hoste cossaca e seus ataques às terras do Canato da Crimeia criaram uma tensão constante nas relações entre os príncipes lituanos e o Cã (mais tarde Império Otomano). O primeiro líder dos cossacos foi Ostafi Dashkeviche, o mais velho de Cherkasi, Kanive e Krichive.

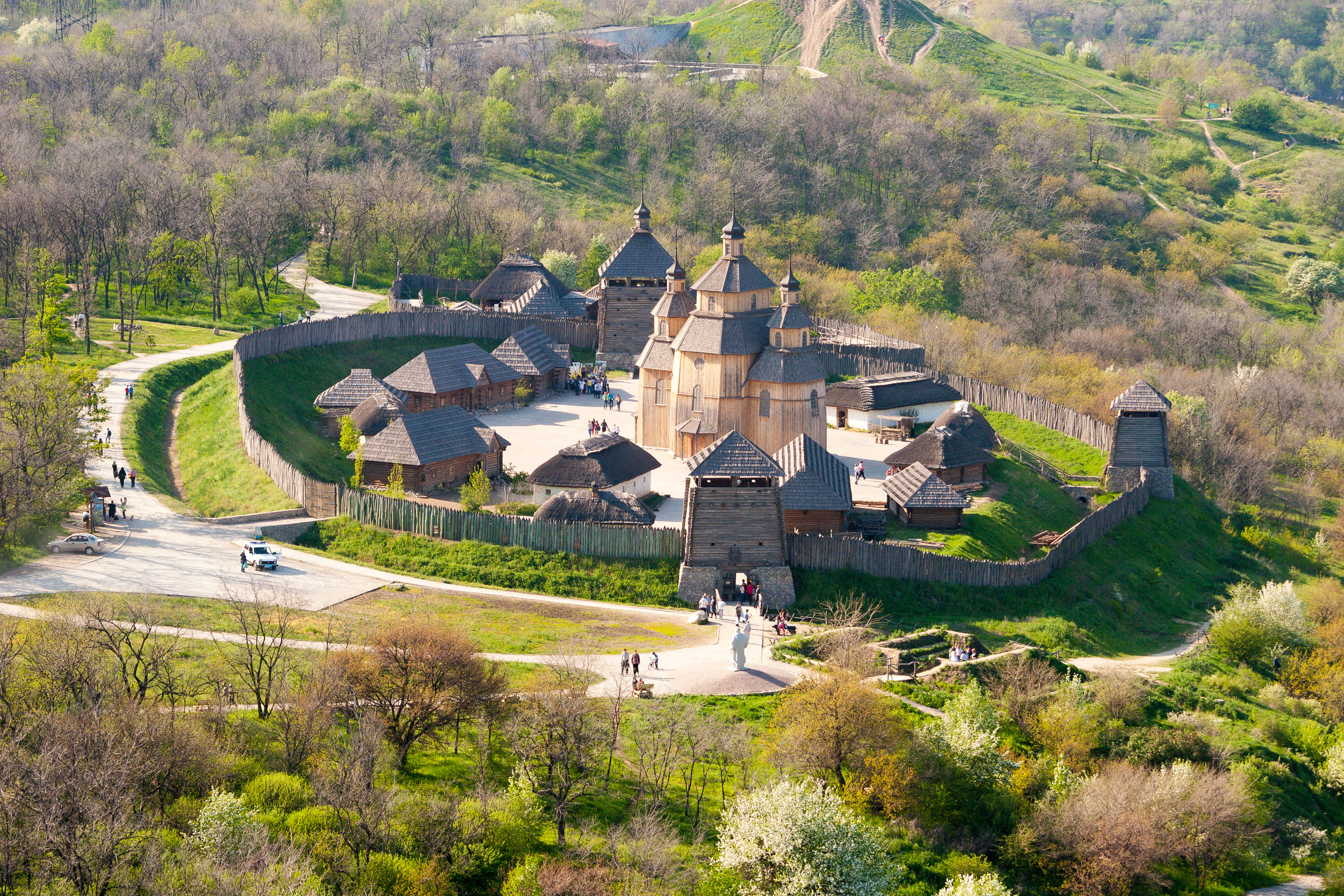
Fortaleza cossaca (siche), reconstrução moderna.

Em 1556, para lutar contra os nômades, o magnata Demétrio Vishnevetski fundou o primeiro siche cossaco (fortaleza) na ilha de Mala Khortitsia (hoje centro da cidade de Zaporíjia), cuja primeira menção documental está contida no "Crônica do mundo" de Martin Bielski.
Depois que, em 1647, o nobre polonês Danilo Chaplinski atacou a fazenda de Hetman Bogdano Khmelnitski em Subotov, durante o qual torturou o filho mais novo de Bogdano e capturou sua esposa, Khmelnitski e seus filhos foram para o siche, os cossacos ficaram do lado dele e o elegeram como seu líder e, no início de fevereiro de 1648, romperam o cerco do exército polonês perto de Sichia e levantaram o maior levante cossaco da história. Foi assim que o Hetmanato apareceu. Foi durante estes tempos que surgiu uma nação cossaca separada.

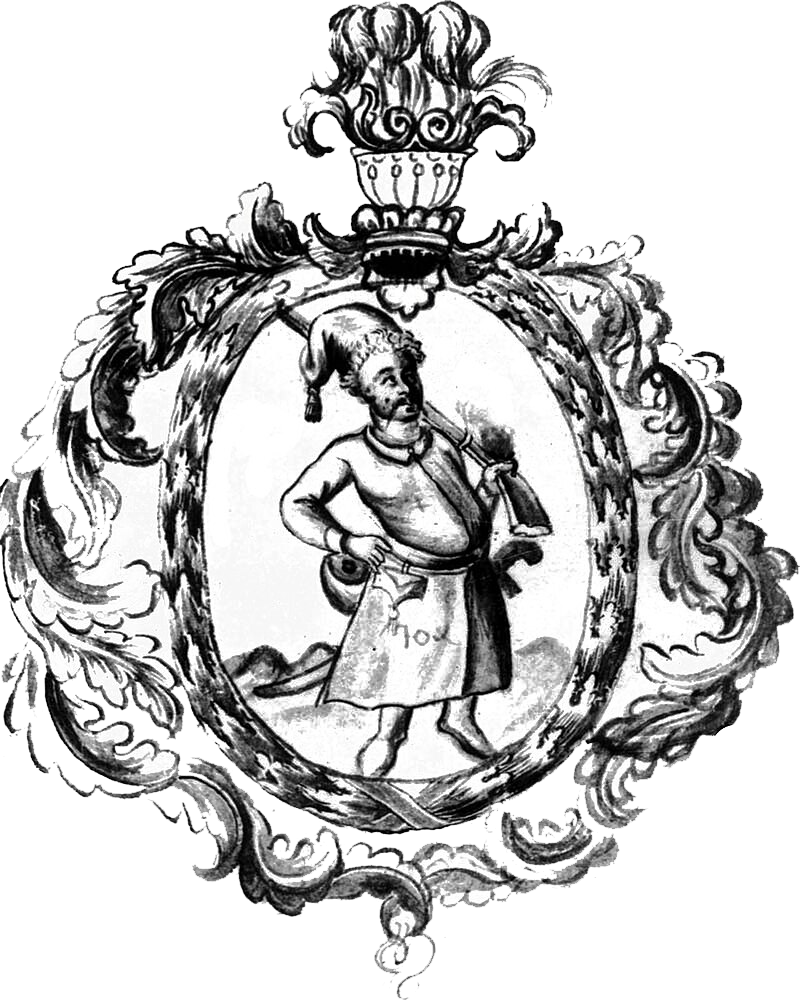
Brasão dos cossacos das crônicas de Hrigori Hrabianka.

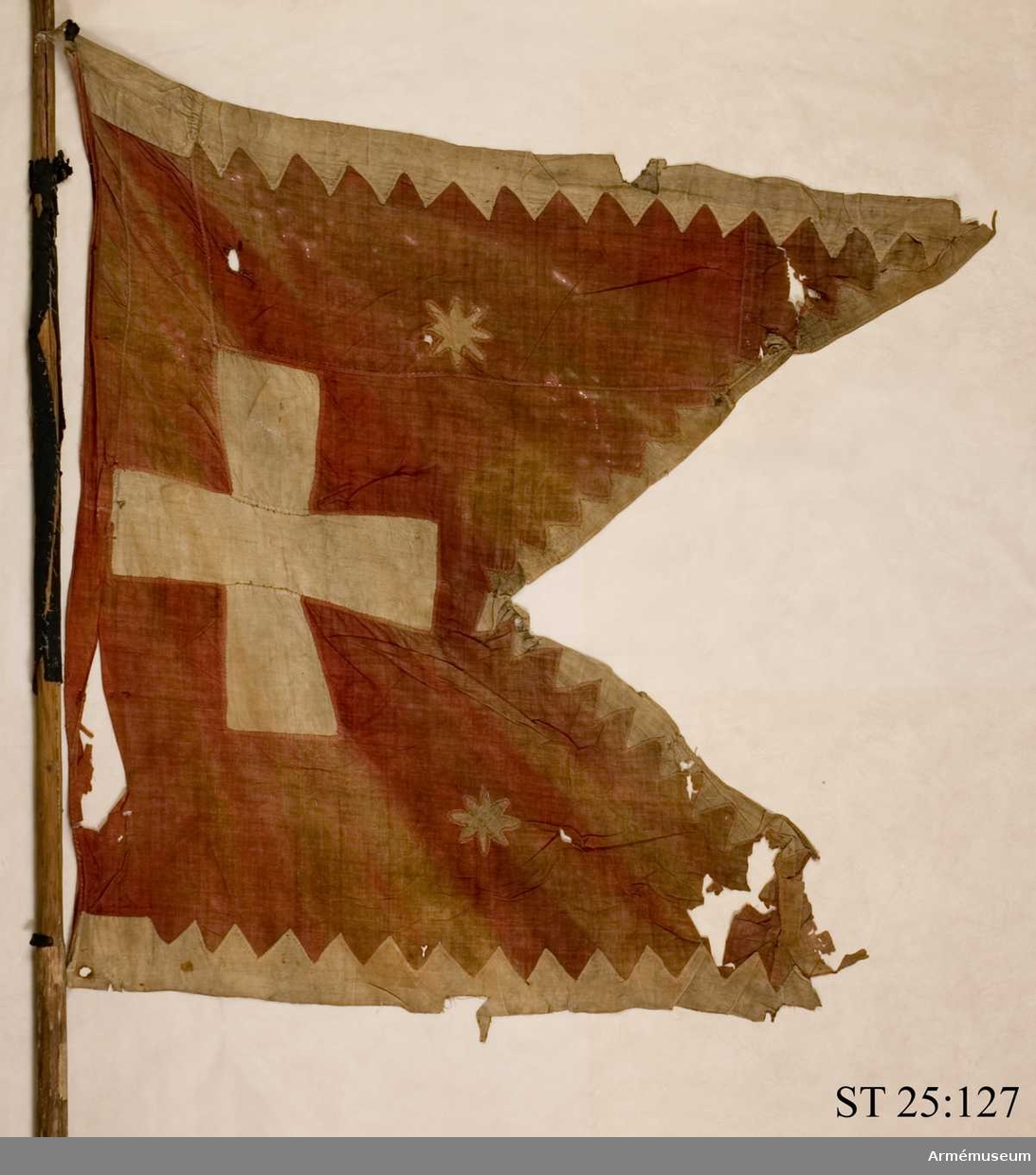
Bandeira cossaca do séc. XVII.

O período após a morte de Bogdano Khmelnitski de 1657 a 1687, que foi marcado por conflitos civis, a divisão do território ao longo do rio Dnieper entre a Comunidade Polaco-Lituana, o Czarado da Rússia e a intervenção turca, foi chamado de "Ruína" 
Em 1700, as tropas cossacas foram liquidadas na margem direita do Dnieper, que estava sob o domínio dos poloneses, e como resultado o Hetmanato continuou a existir apenas na margem esquerda do Dnieper, sob o protetorado da Rússia.
As autoridades russas enviavam regularmente cossacos e camponeses para trabalhos forçados nas profundezas do império e tentavam destruir os cossacos zaporojianos, o que causou a indignação dos cossacos. Em 1708, durante a Guerra do Norte, o rei sueco e o seu exército lançaram um ataque ao Hetmanato, pelo que o hetman Ivan Mazepa decidiu concluir uma nova aliança, já com a Suécia.
O Hetman foi apoiado pelos cossacos zaporojianos. Para isso, o imperador russo Pedro I ordenou a destruição da então capital do Hetmanato, Baturin, e do Siche de Zaporíjia. Na batalha decisiva perto de Poltava em 1709, o exército sueco-cossaco perdeu devido à desigualdade de forças. Ivan Mazepa, junto com Carlos XII, retirou-se para as terras do Império Otomano ao longo do rio Dniester, até a cidade de Benderi.

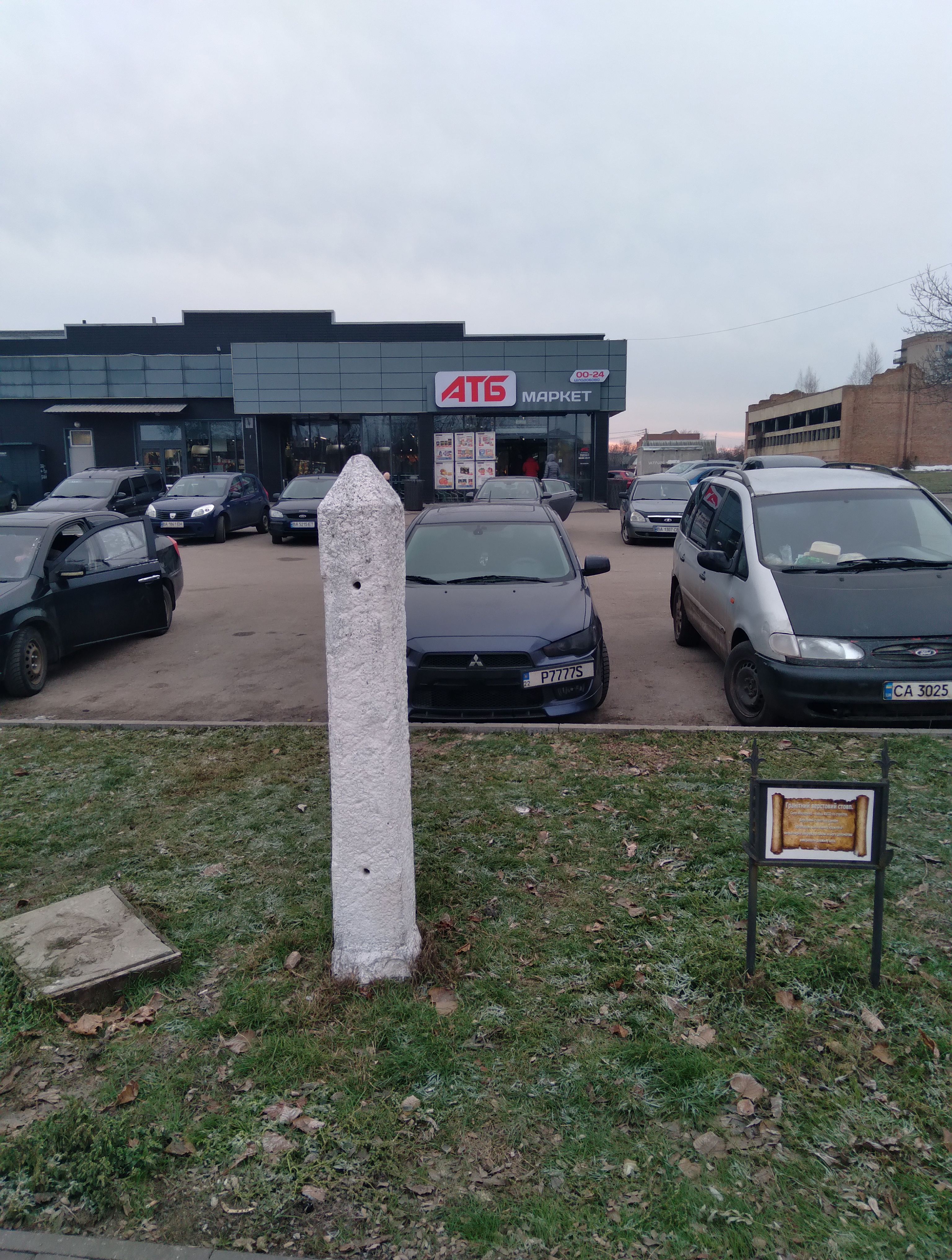
Uma das raras colunas de granito utilizadas pelos cossacos para marcar o território.

Após a morte de Mazepa em 1711, os cossacos liderados por Kost Hordienko elegeram Pilip Orlik como o novo hetman, que introduziu a primeira constituição cossaca, que alguns historiadores consideram a primeira constituição da Europa, segundo a qual o poder no Hetmanato foi dividido em três ramos do governo: executivo (Conselho Principal chefiado pelo hetman), legislativo (Conselho Principal) e judicial 
Após a morte do chefe do Hetmanato Skoropadski em 1722, Paulo Polubotko foi eleito hetman por ordem da Rússia, que logo foi enviado a São Petersburgo, e em seu lugar foi criado o Collegium da Malorrúsia, um órgão executivo composto por 6 oficiais russos. Mas assim que surgiu uma nova ameaça do Império Otomano em 1727, o colégio foi liquidado e Danilo Apóstolo foi autorizado a ser eleito hetman para ganhar o favor dos cossacos. 
Polubotko concordou com as autoridades russas nos pontos decisivos, segundo os quais a autonomia relativa foi restaurada na parte Nordeste do Hetmanato. Após sua morte em 1734, a imperatriz Ana Ioannovna fundou o Conselho de Governo do Hetman (com 3 representantes do Hetmanato e 3 representantes da Rússia), que funcionou até 1750. O chefe do conselho em 1740-1741, o escocês James Francis Edward Keith, foi ordenado como santo. Os primeiros maçons entre os representantes dos anciãos cossacos. Em 1750, quando a imperatriz Elizaveta Petrovna devolveu o hetman ao seu amado Oleksi Rozumovski, a maça foi passada para um dos primeiros maçons cossacos e seu último hetman, Cirilo Rozumovski.
Ele devolveu a capital a Baturin, transformou o capataz cossaco em nobreza, realizou reformas judiciais e militares. Ivan Hrihoroviche-Barski, um famoso arquiteto da época, construiu o Palácio Rozumovski em Baturin, a Catedral da Natividade da Virgem em Kozelka - exemplos maravilhosos do barroco. Razumovski foi o guardião de clássicos musicais de sua época como Maksim Berozovski, Demétrio Bartnianski, Artem Vedel.

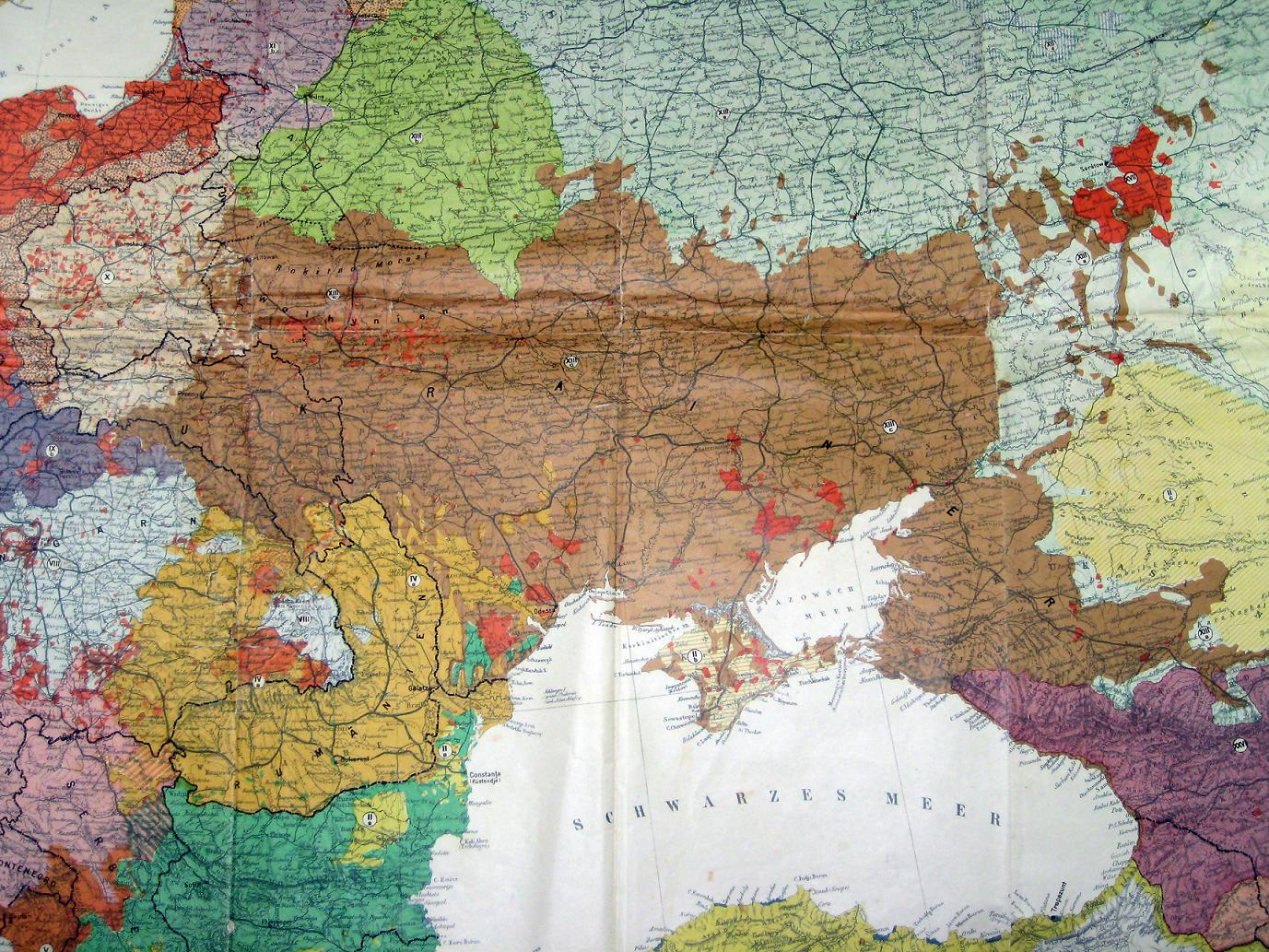
Território étnico cossaco (onde a língua russa ocidental era falada).

A imperatriz russa Catarina II convenceu Cirilo a retornar a São Petersburgo e em vez do Hetmanato criou o Segundo Pequeno Colégio Russo em 1764, o sistema regimental foi abolido em Slobozhanshchina (hoje Kharkiv). Por ordem dela, os cossacos foram destruídos em 1775  (parte dos cossacos fugiu através do Danúbio e alguns foram deportados para o Kuban) e, em 1783, a população cossaca foi finalmente transformada em servos. 